# بانک تایلند
بانک تایلند (تایلندی: ธนาคารแห่งประเทศไทย) شرکت خدمات مالی و بانکداری تایلندی است، که در سال ۱۹۴۲ تأسیس شد.